# Tisieu, Mureș
Tisieu este un sat în comuna Ibănești din județul Mureș, Transilvania, România.